# Домбрувка (Радомщанський повіт)
Домбрувка (пол. Dąbrówka) — село в Польщі, у гміні Радомсько Радомщанського повіту Лодзинського воєводства.
Населення — 542 особи (2011).
У 1975-1998 роках село належало до Пйотрковського воєводства.

## Демографія
Демографічна структура станом на 31 березня 2011 року:
|          | Загалом | Допрацездатний вік | Працездатний вік | Постпрацездатний вік |
| -------- | ------- | ------------------ | ---------------- | -------------------- |
| Чоловіки | 282     | 71                 | 193              | 18                   |
| Жінки    | 260     | 55                 | 158              | 47                   |
| Разом    | 542     | 126                | 351              | 65                   |